# Marinka Dallos
Marinka Dallos (Lőrinci, 4 febbraio 1929 – Roma, 11 dicembre 1992) è stata una pittrice ungherese.

## Biografia
Marinka Dallos nasce il 4 febbraio 1929 a Lőrinci, un piccolo paese dell'Ungheria a nord della provincia di Heves, dove trascorre l'infanzia e la giovinezza. Nel 1949, durante l'incontro mondiale della gioventù comunista a Budapest, conosce il poeta italiano Gianni Toti che sposa l'anno dopo e con cui inizia la sua vita italiana a Milano. Nel 1952 Marinka e Gianni si trasferiscono a Roma e insieme traducono molti poeti ungheresi tra cui Attila Jòzsef e Miklós Radnóti. A partire dagli anni Sessanta Marinka scopre la sua vena artistica. Per dare tregua all'attivismo di Gianni, Marinka compra pennelli e colori e lo porta in tanti piccoli paesi italiani a dipingere. Così inizia anche lei. Per molto tempo non fa vedere a nessuno i suoi quadri finché una coppia di amici la convince a farsi conoscere. Nel 1974 fonda, insieme ad altri pittori romani, Amelia Pardo, Graziolina Rotunno, Alfredo Ruggeri, Maria Vicentini, il gruppo dei “Romanaïf” e pubblica una raccolta di saggi teorici sul fenomeno naïf. Passa di esposizione in esposizione prima nelle città italiane e poi a Parigi, Budapest, Nizza…
Molti dei suoi quadri si ispirano a Roma: la frizzante vita di Campo dei Fiori, la Fontana delle Tartarughe, i Fantasmi del Tevere, Trinità dei Monti, i Fori e i vicoletti del centro, ma costantemente l'accompagnano i ricordi e i colori del mondo contadino in cui è nata. Dopo la sua morte, avvenuta l'11 dicembre 1992, Toti le dedicherà la VideoPoemOpera Planetopolis (1994). Oggi i dipinti di Marinka Dallos sono sparsi nel mondo. Alcuni si trovano nelle collezioni di musei (tra cui La Halle Saint Pierre di Parigi, il museo Anatole Jakovsky di Nizza, il Magyar Naiv Müveszek di Kecskemét, il Museo Internacional de Arte Naïf in Spagna e il Museo di Arti Naïf di Luzzara), altri sono custoditi in raccolte private.
Nel 2019 la storica dell'arte Mirjam Dènes pubblica il catalogo "L’opera pittorica di Marinka Dallos" in lingua italiana e inglese.
Dal 2021 l'Archivio di Marinka Dallos, il fondo fotografico, e la sua biblioteca sono conservati, insieme a quelli di Gianni Toti, dall'Associazione Gottifredo, ad Alatri, che ha dato vita alla Biblioteca Totiana, sulla scorta dell'esperienza precedentemente maturata da La Casa Totiana.
Dal 2010 il fondo archivistico e la biblioteca di Marinka Dallos sono stati riconosciuti come "beni di particolare interesse storico" dalla Soprintendenza Archivistica e Bibliografica della Regione Lazio.
L'Associazione Gottifredo conserva il più consistente fondo di dipinti e opere dell'artista.
Nel 2024 Golem Edizioni pubblica la monografia di Andrea Rényi, "Marinka Dallos, Traduttrice e pittrice italo-ungherese - 'Scriviverti Marinka ancora si può?'"